# Іан Сент-Джон
Іан Сент-Джон (англ. Ian St. John, 7 червня 1938, Мотервелл — 1 березня 2021) — шотландський футболіст, що грав на позиції нападника. По завершенні ігрової кар'єри — тренер.
Один із лідерів «Ліверпуля» 1960-х років, з яким за цей час виграв два чемпіонати Англії та став володарем Кубка Англії. Також грав за національну збірну Шотландії. У 2006 році зайняв почесне 33-тє місце в голосуванні 100 Players Who Shook The Kop («100 гравців, які потрясли Коп»), а 2008 року включений до Шотландської футбольної зали слави.

## Клубна кар'єра
Народився 7 червня 1938 року в місті Мотервелл. Вихованець футбольної школи місцевого «Мотервелла». Дорослу футбольну кар'єру розпочав 1957 року в основній команді того ж клубу, в якій провів чотири сезони. Виступаючи за клуб Сент-Джон забив один з найшвидших хет-триків в історії футболу Шотландії, забивши три голи за дві хвилини і 30 секунд в грі проти «Гіберніана» в 1959 році.
2 травня 1961 року за 37 500 фунтів стерлінгів перейшов у «Ліверпуль», очолюваний іншим шотландцем Біллом Шенклі, який готувався до свого другого сезону на посаді менеджера «Ліверпуля», що все ще перебував у Другому дивізіоні. Багато років потому, після того, як Шенклі пішов на пенсію з посади менеджера, він розповів, що прихід Сент-Джона в клуб, а також іншого шотландця Рона Єтса того ж літа, був «поворотним моментом» для клубу, який лише почанав свою трансформацію в одну з найкращих футбольних команд Європи.
Дебютував за «червоних» Іан у фінальному матчі на Liverpool Senior Cup проти «Евертона», в якому відразу відзначився хет-триком, втім «іриски» здобули перемогу 4:3 і отримали трофей. 19 серпня 1961 року Іан дебютував за «Ліверпуль» в матчі Другого дивізіону проти «Бристоль Роверз» (2:0), дублем у тому матчі відзначився Роджер Гант, з яким Сент-Джон і склав основу нападу команди протягом наступного десятиліття. За перший сезон Сент-Джон забив 18 голів у 40 матчах та допоміг клубу зайняти перше місце і вийти до вищого дивізіону. Там у наступних двох сезонах Сент-Джон був основним форвардом, забивши 19 і 21 гол відповідно, при цьому у другому з сезонів «Ліверпуль» став чемпіоном Англії.
Проте потім Сент-Джон був переміщений на позицію «під нападниками» і всю подальшу кар'єру в «Ліверпулі» керував діями партнерів у нападі, забиваючи значно менше голів. А головним особистим досягненням Сент-Джона в «Ліверпулі» став фінал Кубка Англії в 1965 році, коли шотландець забив вирішальний м'яч у грі проти «Лідс Юнайтед» на 117 хвилині гри, принісши трофей своїй команді. Ці результати дозволили команді вперше в історії зіграти у єврокубках, де клуб відразу показав високі результати — півфінал Кубка європейських чемпіонів 1964/65 у дебютному сезоні, а потім і фінал Кубка володарів кубків 1965/66. На додаток до цього клуб тричі поспіль (1964, 1965, 1966) вигравав Суперкубок Англії.
У сезоні 1965/66 клуб знову став чемпіоном Англії, втім надалі результати команди почали погіршуватись, вінцем кризи стала сенсаційна поразка від аутсайдера «Вотфорда» у чвертьфіналі Кубка Англії 1969/70. Останній матч за клуб нападник провів 23 січня 1971 року в Кубку Англії проти «Суонсі Сіті» (3:0), в якому і забив свій останній гол за «Ліверпуль». А вже у лютому залишив клуб, зігравши за нього 424 ігор і забивши 118 м'ячів в усіх турнірах, також за цей час Іан провів більшість матчів (14) і голів (8) за свою національну збірну.
Тоді ж шотландець перейшов у південноафриканський «Гелленік» з Кейптауна, з яким став чемпіоном країни, після чого повернувся в Англію і до кінця сезону 1971/72 грав у Першому дивізіоні за «Ковентрі Сіті». Потім нападник знову пограв у ПАР за «Кейптаун Сіті», а завершив ігрову кар'єру у клубі англійського Третього дивізіону «Транмер Роверз», за який виступав протягом 1972—1973 років.

## Виступи за збірну
6 травня 1959 року дебютував в офіційних матчах у складі національної збірної Шотландії у товариській грі проти ФРН на «Гемпден-Парку» (3:2), а через дев'ять місяців, 4 травня 1960 року в іншій товариській грі проти Польщі (2:3) забив свій перший гол за збірну. Загалом грав за збірну до 10 квітня 1965 року, коли провів свою останню гру за національну команду в рамках домашнього чемпіонату Великої Британії проти Англії (2:2) на «Вемблі», забивши в тій грі і останній гол за збірну. Всього протягом кар'єри у національній команді, яка тривала 7 років, провів у формі головної команди країни 21 матч, забивши 9 голів.

## Кар'єра тренера
1972 року Сент-Джон увійшовши до тренерського штабу клубу «Ковентрі Сіті», а вже 1973 року став головним тренером рідної команди «Мотервелл», яку тренував один рік.
Згодом протягом 1974—1977 років очолював тренерський штаб клубу «Портсмут», а останнім місцем тренерської роботи був клуб «Шеффілд Венсдей», в якому Іан Сент-Джон був одним з тренерів головної команди з 1978 по 1979 рік.
З 1979 року працював спортивним коментатором. У вісімдесяті роки вів разом з іншим колишнім футболістом Джиммі Грівзом спортивну телепередачу Святий і Грівзі, а також протягом багатьох років співпрацював з різними друкованими та телевізійними виданнями. Також проводив активну діяльність з просування юнацького футболу, він був засновником кількох футбольних шкіл для хлопчиків, що отримали назву футбольні табори Сент-Джона.

## Титули і досягнення
- Чемпіон Англії (2):

«Ліверпуль»: 1963-64, 1965-66
- Володар Кубка Англії (1):

«Ліверпуль»: 1964-65
- Володар Суперкубка Англії (3):

«Ліверпуль»: 1964, 1965, 1966